# Уэлливер, Нил
Нил Гэвин Уэлливер (англ. Neil Gavin Welliver; 22 июля 1929 года — 5 апреля 2005 года) — современный американский художник-пейзажист и педагог.

## Биография
Родился в Милвилле, штат Пенсильвания. Окончил Филадельфийский колледж искусств (ныне часть Университета искусств), а затем получил степень магистра искусств (MFA) в Йельском университете. В Йельском университете посещал курсы  художников-абстракционистов Бургойна Диллера и Йозефа Альберса. Преподавал в архитектурной школе Cooper Union с 1953 по 1957 год, в Йельском университете с 1956 по 1966 год, а в 1966 году начал преподавать и в конечном итоге стал председателем Высшей школы изящных искусств Пенсильванского университета, с которой он ушел в отставку в 1989 году.
Во время преподавания в Йеле Уэлливер перешёл от абстрактной живописи цветового поля к живописному реализму, преимущественно городских акварельных сцен. В начале 1960-х он отправился в Мэн, где начал писать пейзажи, часто катающихся на каноэ сыновей или купание обнаженных женщин. В 1970 году окончательно переехал в Линкольнвилль, и к середине 1970-х годов в его картинах фигура как субъект уступила место ландшафту.
Его зрелые работы, часто очень крупные по размерам (2.4м на 3.0 м) — это одновременно яркие многоцветные абстракции и четкие репрезентативные изображения укромных ландшафтов штата Мэн, в которых в качестве субъектов выступают скалистые холмы, бобровые дома, пни и несущаяся вода, изредка открывающееся облачное небо.
Неся свое оборудование на спине, Уэлливер отправлялся в лес, чтобы делать наброски на пленэре. Его нагруженный снаряжением рюкзак весил семьдесят фунтов (около 32 кг) и включал в себя восемь цветов масляной краски: белую, чёрную слоновую кость, алый кадмий, синий марганец, синяя ультрамарин, лимонно-желтая, желтый кадмий и светло-зелёный. Эти пленэрные занятия обычно занимали около 9 часов, и часто, эскизы различались по тону и увету, делясь на группы с 3-х часовыми интервалами, в зависимости от дневного освещения.

Уэлливер настаивал на том, что его не интересует попытка скопировать точные цвета объектов, вместо этого он хочет найти «цвет, который делает его похожим на окружающий воздух». Зимой он часто рисовал на улице и наслаждался кристальным качеством воздуха и яркостью, создаваемой отражением света от снега, но признал, что этот процесс был непростым: 
 Рисовать на улице зимой — это не просто тяжело. Это сложнее. Рисовать на улице зимой больно. Больно твоим рукам, больно твоим ногам, больно твоим ушам. Рисовать сложно. Краска твердая, жесткая, не ложится легко. Но иногда есть вещи, которые вы желаете, и это единственный способ достичь их. 
 Уэлливер использовал эти наброски в крупных студийных работах, рисуя по 4-7 часов в день, начиная писать с верхнего левого угла и заканчивая в правом нижнем. Часто когда готовые картины были яркими и содержали «эмоциональную интенсивность, выходящую за пределы обычных техник реализма», то они могли быть эмоционально мрачными.
Работы Уэлливера представлены во многих музеях, среди которых Метрополитен-музей, Нью-Йоркский музей современного искусства, музей изобразительных искусств в Бостоне, Музей американского искусства "Хрустальные мосты", музей Хиршхорн и сад скульптур.
Умер от пневмонии в Белфасте, штат Мэн .

## Семья
Его личная жизнь была отмечена трагедией; в 1975 году он потерял свой дом, студию и все произведения искусства в огне. В 1976 году умерла дочь, за которой вскоре последовала смерть его второй жены, Нормы Криппс (? — 1981). В 1991 году его сын Эли был убит, а второй сын, Сайлас, также умер. Из его выживших детей один — актёр Титус Уэлливер, а другой — Итан Уэлливер.